# トヨタ日曜ドキュメンタリー 知られざる世界
『トヨタ日曜ドキュメンタリー 知られざる世界』（トヨタにちようドキュメンタリー しられざるせかい）は、日本テレビ系列局ほかで、1975年4月6日から1986年12月28日まで毎週日曜22:00 - 22:30（JST、一部地域を除く）に放送されていた、科学をテーマにしたドキュメンタリー番組である。日本テレビと、かつて同局でディレクターを務めていた牛山純一主宰の日本映像記録センター（映像記録）の共同製作番組で、トヨタ自動車およびその関連企業から成るトヨタグループの単独提供で放送されていた。

## 番組の特徴
- タイトルバック・エンディングのスタッフクレジットのイラストは、同じく牛山がプロデュースした番組『すばらしい世界旅行』と同じバッファローの壁画である[3]。
- 当時まだ1県につき2局しかなかった地域においてはクロスネットとなるケースが多く（特にその県で最初に開局したVHFテレビ局にNNS系列が多かった）、そのような地域では時差ネットとなる場合があった。遅れネット局においては、『トヨタ土曜ドキュメンタリー』や『トヨタドキュメンタリー』とタイトルの曜日部分を差し替えたりカットした上で放送されるケースも見られた（沖縄テレビのみ例外あり）。
- 1982年7月4日放送回以降は『TOYOTA・知られざる世界』と題して放送されていた。
- 番組放送当時、通常トヨタ自動車が筆頭（単独）で番組を協賛する際には「愛される車を目指すトヨタ自動車」というクレジット（アナウンス）が入っていたが、この番組においては「ゆたかな明日を築くトヨタグループ」と表示されていた。
- 科学ドキュメンタリー番組ではあったが、UFOや異星人、超能力などのオカルトも取り上げている。
- 再放送の場合、放送番組センター配給で放送された。その場合は2代目のテーマ音楽・オープニング映像を使った（当然トヨタ提供ではないため、TOYOTAのロゴはカット）。

## オープニング・エンディング
- オープニング
  - 前期 溶岩噴火→顕微鏡を覗き込む取材レポーター（ディレクター）と博士→顕微鏡から映し出した映像→ロケットの宇宙での切り離し（イメージ映像）→ライフル発射の実演をしようとするレポーター→海底を泳ぐダイバー（ここで「トヨタ日曜ドキュメンタリー」の冠タイトルが出る）→反転してブルーバックで「知られざる世界」のタイトル→夕焼けをバックにしたモアイ像→取材クルー→少数民族の男性と握手を交わすレポーター→ ストーク(人力飛行機）→阿蘇山の火口で撮影されたとするUFO写真の解析シーン→外国人漁師（?）に鮫の口の骨をかぶせられるレポーター→ミイラ（左手で左目を抑える）→宇宙を飛行するスペースシャトル（イメージ映像）シャトル就役後は、シャトルを背負って空輸するシャトル輸送機の飛行シーンに差し替え→そこから見る地球（同 ここでトヨタグループ協賛各社の字幕）のちに月をかすめて地球を離れる宇宙船のイメージに差し替え→トヨタ・ランドクルーザー55と40が砂漠を走る（ここで「提供（安全はトヨタの願い→ゆたかな明日を築く）トヨタグループ」と表示）映像が流れた。
  - 後期 嵐の中を航海する筏舟→カーニバルで踊る女性→モザイクがかかり、そこからランドサット撮影の地球が現れ、タイトル「TOYOTA知られざる世界」（放送番組センター配給版は「知られざる世界」）→スペースシャトル打ち上げ→祭りでの女性→巨大マグロを吊り上げる漁船の猟師→地球地図をイメージしたグラフィックから9分割された世界の様々なイベント・風習などの映像が映し出され、中央の赤ちゃん出産の映像がズームアップされると、地球をイメージした円形の画面が回転し、ニューヨーク都心の画面の部分で止まると再びランドサットから見た地球が映し出される。ここでトヨタグループ協賛各社の字幕が縦スクロールで表示され最後に「提供 ゆたかな明日を築くトヨタグループ」と表示される[4]。
    - 放送番組センター配給版はトヨタグループの縦スクロールと提供テロップが、「配給 放送番組センター」→「協力 日本自転車振興会 競輪資金補助（KEIRINマーク入り）」→「製作 映像記録」のテロップに差し替えられていた。
- エンディング
  - 前期は、テーマ曲がアップテンポで流れ、映像はブルーバックの上半分が「おわり」と固定されていて、下半分にトヨタグループ協賛各社の字幕が高速の縦スクロールで表示された後、「提供（安全はトヨタの願い→ゆたかな明日を築く）トヨタグループ」と表示された。
  - 後期のトヨタグループ提供の本放送分では、映像、曲ともにオープニングの短縮版のような格好になっていて、ランドサットからの地球の映像をバックに、トヨタグループ協賛各社の字幕が高速の縦スクロールで表示された後、「提供 ゆたかな明日を築くトヨタグループ」に切り替わり、最後は「TOTOTA知られざる世界 おわり」の表示で締めくくられた[4]。
- テーマ曲は前期、後期ともにオーケストラによる重厚なインストゥルメンタル曲が使用された（作曲：前期 山本直純）。
- 遅れネット局用（前期の『トヨタ（月曜 - 土曜）ドキュメンタリー 知られざる世界』『トヨタドキュメンタリー 知られざる世界』『オリオン月曜ドキュメンタリー 知られざる世界』や後期の『Orion 知られざる世界』仕様）については不明。

## ナレーター
放送開始当初は佐藤慶と鈴木瑞穂が務めていたが、後年においては金内吉男らが務めていた。

## スポンサー
既に記されているように、この番組はトヨタグループ全体がスポンサーであった。その事から、この番組の放送時間中には通常放送されるトヨタ自動車やトヨタホームのCMだけでなく、それ以外のグループ企業のCMも週替わりで（概ね2社ずつぐらい）放送されていた。しかし、旧来のCMを長期に渡って流し、CMを刷新しない企業も多かった。中でもグループ企業である関東自動車工業（現：トヨタ自動車東日本）のCMは、番組末期の昭和60年代初頭においても昭和40年代に制作したであろう古いフィルム式のCMで、同社が製造しているセンチュリーの映像も旧型のもので、時代錯誤を感じざるを得ない内容のものであった。また、豊田工機（現在：ジェイテクト）のCMは、既に自動車部品中心になっていた同社の事業内容が、工作機械メーカーとしてスタートしたことを強調するものであった。ほか、『トヨタ家庭用機器（アイシンにより発売）』のトヨタベッドのCMにはデビューから数年が経ち、スターダムに乗りかけていた若き日の岩崎宏美が出演していた（昭和50年代中期）。同じくトヨタ家庭用機器のトヨタミシンのCMには手塚さとみを起用し「さらに静かになりました トヨタミシン」という宣伝文句でのCMが放送されていた（昭和59年4月頃OA）。

## ネット局（時差ネット局も含む）
系列は放送当時（打ち切り時はネット打ち切り時）のもの。
| 放送対象地域           | 放送局         | 系列                                         | 備考                                                                     |
| ---------------------- | -------------- | -------------------------------------------- | ------------------------------------------------------------------------ |
| 関東広域圏             | 日本テレビ     | 日本テレビ系列                               | 制作局                                                                   |
| 北海道                 | 札幌テレビ     | 日本テレビ系列                               |                                                                          |
| 青森県                 | 青森放送       | 日本テレビ系列 テレビ朝日系列                | 1980年7月から日曜23時に時差ネット 1981年9月打ち切り                      |
| 岩手県                 | テレビ岩手     | 日本テレビ系列                               |                                                                          |
| 宮城県                 | ミヤギテレビ   | 日本テレビ系列                               | [ 8 ]                                                                    |
| 秋田県                 | 秋田放送       | 日本テレビ系列                               |                                                                          |
| 山形県                 | 山形放送       | 日本テレビ系列 テレビ朝日系列                | 1981年3月まで                                                            |
| 山形県                 | 山形テレビ     | フジテレビ系列                               | 1981年4月から                                                            |
| 福島県                 | 福島中央テレビ | 日本テレビ系列                               |                                                                          |
| 山梨県                 | 山梨放送       | 日本テレビ系列                               |                                                                          |
| 新潟県                 | テレビ新潟     | 日本テレビ系列                               | 1981年4月開局から                                                        |
| 長野県                 | 信越放送       | TBS系列                                      | 1980年9月まで                                                            |
| 長野県                 | テレビ信州     | 日本テレビ系列 テレビ朝日系列                | 1980年10月開局から                                                       |
| 静岡県                 | 静岡放送       | TBS系列                                      | 1979年6月まで                                                            |
| 静岡県                 | 静岡第一テレビ | 日本テレビ系列                               | 1979年7月開局から                                                        |
| 富山県                 | 北日本放送     | 日本テレビ系列                               |                                                                          |
| 石川県                 | 北陸放送       | TBS系列                                      |                                                                          |
| 福井県                 | 福井放送       | 日本テレビ系列                               |                                                                          |
| 中京広域圏             | 中京テレビ     | 日本テレビ系列                               |                                                                          |
| 近畿広域圏             | よみうりテレビ | 日本テレビ系列                               |                                                                          |
| 鳥取県 島根県          | 日本海テレビ   | 日本テレビ系列 テレビ朝日系列                | [ 10 ]                                                                   |
| 広島県                 | 広島テレビ     | 日本テレビ系列                               |                                                                          |
| 山口県                 | 山口放送       | 日本テレビ系列 テレビ朝日系列                |                                                                          |
| 徳島県                 | 四国放送       | 日本テレビ系列                               |                                                                          |
| 香川県 →香川県・岡山県 | 西日本放送     | 日本テレビ系列                               | 当初は香川県のみを対象に放送 1983年4月の電波相互乗り入れで岡山県でも放送 |
| 愛媛県                 | 南海放送       | 日本テレビ系列                               |                                                                          |
| 高知県                 | 高知放送       | 日本テレビ系列                               |                                                                          |
| 福岡県                 | 福岡放送       | 日本テレビ系列                               |                                                                          |
| 長崎県                 | テレビ長崎     | フジテレビ系列 日本テレビ系列                |                                                                          |
| 熊本県                 | テレビ熊本     | フジテレビ系列 日本テレビ系列 テレビ朝日系列 | 1982年3月まで                                                            |
| 熊本県                 | 熊本県民テレビ | 日本テレビ系列                               | 1982年4月開局から                                                        |
| 大分県                 | テレビ大分     | フジテレビ系列 日本テレビ系列 テレビ朝日系列 |                                                                          |
| 宮崎県                 | テレビ宮崎     | フジテレビ系列 日本テレビ系列 テレビ朝日系列 |                                                                          |
| 鹿児島県               | 鹿児島テレビ   | フジテレビ系列 日本テレビ系列 テレビ朝日系列 | 1982年9月打ち切り                                                        |
| 沖縄県                 | 琉球放送       | TBS系列                                      | 1979年9月まで                                                            |
| 沖縄県                 | 沖縄テレビ     | フジテレビ系列                               | 1979年10月から                                                           |

## 関連番組
- ノンフィクション劇場
- ノンフィクションアワー
- 驚異の世界・ノンフィクションアワー
- 日立ドキュメンタリー すばらしい世界旅行